# 聊讓
聊讓，蘭州人。明朝官吏、進士出身。

## 生平
景泰年間，明景帝懲罰王振餘黨后，大開言路，吏民均可上書言事。景泰元年，其上書請求罷免宦官宮妾，得到明景帝嘉獎。景泰五年，登進士，后官至知縣。